# Kazuo Tokumitsu
Kazuo Tokumitsu (徳光 和夫?, Tokumitsu Kazuo; Meguro, 10 marzo 1941) è un conduttore radiofonico e conduttore televisivo giapponese.

## Biografia
Laureato all'Università Rikkyo, è il principale presentatore del telegiornale d'attualità di domenica mattina The Sunday Next della Nippon Television, e anche del programma Kazuo Tokumitsu's Moving Reunions della Tokyo Broadcasting System. È un grande fan dei Yomiuri Giants e lo zio di Mitzu Mangrove, anch'egli un personaggio televisivo.